# Pehritzsch
Pehritzsch is een plaats in de Duitse gemeente Jesewitz, deelstaat Saksen, en telt 414 inwoners (2008).